# Ophiomyia georginae
Ophiomyia georginae este o specie de muște din genul Ophiomyia, familia Agromyzidae, descrisă de Cerny în anul 2007. Conform Catalogue of Life specia Ophiomyia georginae nu are subspecii cunoscute.